# Julio Irigoyen
Julio Irigoyen cuyo nombre completo era Julio Luis Irigoyen Bernat fue un guionista y director de cine de la Época de Oro del cine argentino que nació en Buenos Aires Argentina en 1892 en la misma casona de la calle Brasil 1328 en la que falleció el 29 de agosto de 1967.

## Su obra en el cine
En 1913, todavía en la etapa del cine mudo, fundó la empresa Buenos Aires Film que empezó a editar el noticiario Buenos Aires en modesta competición con el de dos grandes productores: Max Glücksmann y después, con el de Federico Valle, así como películas documentales y de propaganda.
Estimulado por el éxito tremendo que acababa de tener Amalia, producida por Max Glücksmann, estrenada el 12 de diciembre de 1914, en el teatro Colón se inició en el cine de ficción. Su primera película fue Espectros en las sierras, estrenada  en 1915, cuyo costo según el director fue de 4.000 pesos (900 por las actuaciones, 620 de carpinteros, electricistas, ayudantes y demás personal, 150 pesos para alquilar locales, 350 pesos para decorados y 2000 para película virgen y gastos de laboratorio) y en un reportaje de 1951 consideró que había sido un costo excesivo. En 1916 hizo tres cortometrajes de 1916 sobre un personaje Carlitos: Carlitos y Tripín del Uruguay a la Argentina, Carlitos en Mar del Plata y Carlitos y la huelga de barrenderos, que a los 17 años interpretaban los futuros directores de cine Carlos Torres Ríos y Leopoldo Torres Ríos, cuyas condiciones histriónicas muy limitadas le bastaban a Irigoyen para contratarlo; es que el director, un experto en quickies (filmes rodados con premura, sin esmeros elementales y costos reducidos al máximo) cualquier colaboración oficiosa y generalmente gratuita –o poco menos- le venía bien: desde la casquivana que usaba el cine como vidriera para sus encantos hasta el muchacho con inquietudes artísticas que buscaba una oportunidad de acceso y ejercitación.
Luego vinieron en 1923 dos filmes sobre libro de Leopoldo Torres Ríos El guapo del arrabal y De nuestras pampas -en la que debutaba José Gola- y Galleguita (1923). De esta última hizo en 1940 su versión sonora con su propio libreto, protagonizada por Inés Murray, Perla Mary, Arturo Valdez y Álvaro Escobar y con fotografía de Roberto Irigoyen. Otros filmes fueron Sombras de Buenos Aires con Olinda Bozán y María Esther Podestá, El último gaucho con Ada Cornaro y La aventura del pasaje Güemes con Rodolfo Vismara.
En 1924 dirigió La cieguita de la Avenida Alvear inspirada en el filme mudo de Charles Chaplin Luces de la ciudad, con la actuación de la gran actriz del teatro y cine nacionales Eva Franco, de gran popularidad, que provocó el llanto de las sensibles espectadoras de la época. En 1939 dirigió la versión sonora, que también triunfó en las salas cinematográficas del país y de Latinoamérica. En el mismo año dirigió La hija del viejito guardafaro –la protagonista es en realidad la nieta del guardafaro, ultrajada por su padre y asesinada por su abuelo- un “dramón de segunda categoría” pero de gran éxito comercial basada en una popular obra de radioteatro, protagonizada por Laura Nelson y Enrique del Cerro, con fotografía de Roberto Irigoyen.
En 1925 estrenó la película ¡Padre Nuestro!  que interpretó el actor argentino Jaime Devesa. Este había filmado en 1922 en España la película Militona, la tragedia de un torero en 1922 e interesó a Irigoyen para que a las escenas de España con Semana Santa de Sevilla, una corrida de toros, paisajes de Madrid y Barcelona, le acoplara escenas filmadas en cabarés argentinos y el bosque de Palermo y la “estrenara” con nuevo título.
En 1925 la productora Buenos Aires Film pasó a un nuevo local en Lavalle 1050 de Buenos Aires y entabló relación con otras agencias para distribuir su producción en otras ciudades: con Nacional Film para Rosario, con la New York Film para Bahía Blanca, con A. Boque Mila para Córdoba y con Salvador Mamone para Montevideo. Ese mismo año realizó el que según el crítico Alfredo Julio Grassi “fue el más grande triunfo de Julio Irigoyen”, la versión en cine mudo del sainete Tu cuna fue un conventillo de Alberto Vacarezza, que contó en el reparto con María Esther Podestá –gran actriz teatral- y Ada Falcón –cancionista en la cumbre de la fama-.
Cuando pasa al cine sonoro, Irigoyen sigue usando los mismos métodos, y de sus películas de bajo presupuesto y calidad, algunas no se estrenan, otras se estrena en el interior del país o en países hispanoamericanos. Alguno de sus filmes son Plegaria gaucha y La hija del viejito guardafaro. Fueron 35 obras desde 1934 hasta 1953.
Su último filme fue El fogón de los gauchos (1953), estrenado recién el 6 de septiembre de 1960, como filme complementario y que constituyó su mayor fracaso, del que nunca logró reponerse.
Julio Irigoyen hizo películas simples y toscas. Incorporó a sus filmes cuadros musicales de manera sistemática y se le llamó el rey de las quickies de complemento (películas de bajo presupuesto y pobre resultado) era, según el crítico Alfredo Julio Grassi, un “hombre silencioso, modesto y de modales suaves” cuya mayor pasión fue nuestra cinematografía, a la que consagró toda su vida”.
Irigoyen se caracterizaba por producir filmes clase “C” de muy bajo presupuesto y poca calidad artística, que en general eran historias con los personajes característicos de la ciudad: guapos prostitutas, cantores de tango, jugadores en oscuros cafetines, hipódromos y salones aristocráticos. La mayoría eran películas de gauchos o típicamente porteñas, con tango o con canciones de tierra adentro. Es dificultoso acceder a información sobre esas películas, en primer lugar porque una parte no se estrenó en Buenos Aires sino en las provincias del interior de Argentina y también en otros países de América Latina, en segundo término porque Irigoyen no conservaba los negativos y en tercer lugar por el escaso interés que tenía por ellas la prensa especializada.
Falleció en Buenos Aires el 29 de agosto de 1967.

## Filmografía
Director
- El fogón de los gauchos (1953)
- Su íntimo secreto (1948)
- El alma de un tango (1945)
- La canción de Buenos Aires (1945)
- Un muchacho de Buenos Aires (1944)
- Gran pensión La Alegría (1942)
- Academia "El Tango Argentino" (1942)
- La mujer del zapatero (1941)
- El cantar de mis penas o Cantando se van mis penas (1941)
- Un pobre rico (1941)
- De un tango nació un querer (1941)
- Galleguita (1940)
- El cantor de Buenos Aires (1940)
- Su nombre es mujer (1940)
- Canto de amor (1940)
- Sombras de Buenos Aires (1939)
- La cieguita de la avenida Alvear (1939)
- La hija del viejito guardafaro (1939)
- La modelo de la calle Florida (1939)
- Plegaria gaucha (1938)
- Sierra Chica (1938)
- La canción de la ribera (1936)
- Mi Buenos Aires querido (1936)
- El fogón de los gauchos (1935)
- Los misterios de Buenos Aires (1935)
- Alma en pena (1929)
- Tu cuna fue un conventillo (1925)
- Padre nuestro (1925)
- Los misterios del turf argentino (1924)
- La cieguita de la Avenida Alvear (1924)
- El último gaucho (1924)
- La aventura del pasaje Güemes (1924?)
- El guapo del arrabal (1923)
- De nuestras pampas (1923)

Guionista
- El fogón de los gauchos (1953)
- La canción de Buenos Aires (1945)
- El alma de un tango (1945)
- Academia El Tango Argentino (1942)
- El cantar de mis penas (1941)
- Un pobre rico (1941)
- De un tango nació un querer (1941)
- El cantor de Buenos Aires (1940)
- Canto de amor (1940)
- Galleguita (1940)
- Sombras de Buenos Aires (1939)
- La cieguita de la avenida Alvear (1939)
- La hija del viejito guardafaro (1939)
- Plegaria gaucha (1938)
- La canción de la ribera (1936)
- Mi Buenos Aires querido (1936)
- El fogón de los gauchos (1935)
- Los misterios de Buenos Aires (1935)

Productor
- El cantar de mis penas (1941)
- Los misterios de Buenos Aires (1935)
- El guapo del arrabal (1923)
- De nuestras pampas (1923)